# Hans Jakob
Hans Jakob (Múnich, Alemania, 16 de junio de 1908- † Ratisbona, Alemania, 24 de marzo de 1994) fue un futbolista alemán. Se desempeñaba en posición de guardameta. Jugó más de mil encuentros con el SSV Jahn Regensburg.

## Selección nacional
Fue internacional con la Selección de fútbol de Alemania en treinta y ocho ocasiones entre 1930 y 1939. Formó parte del legendario "Once de Breslau" que el 16 de mayo de 1937 venció a la a la Selección de Dinamarca por 8-0, siendo considerado como el mejor combinado alemán de todos los tiempos hasta entonces. Participó en los Juegos Olímpicos de Berlín en 1936 y en los mundiales de 1934 y 1938. En la edición de 1934, Alemania fue tercera tras ganar a Austria en la final de consolación.

## Clubes
| Club                | País     | Año         |
| ------------------- | -------- | ----------- |
| SSV Jahn Regensburg | Alemania | 1926 - 1942 |
| Bayern Múnich       | Alemania | 1942 - 1945 |